# 火焰之纹章 英雄
《火焰之纹章 英雄》是Intelligent Systems开发，任天堂发行的戰略角色扮演游戏，为火焰之纹章系列本傳作品之一。游戏对应iOS和Android平台，於2017年2月2日发行。

## 开发
任天堂于2016年4月與公開本作與《动物森友会 口袋露营广场》，原預定于年内推出。后在2017年1月的火焰之纹章直面会上，公开了游戏标题和系统信息。接着任天堂发起了在线活动“英雄总选举”，玩家投票选择本作中收录的系列角色。游戏最終于2017年2月2日發行於Android和iOS平台，在全球39个地区推出。
2017年10月31日，任天堂在其财报说明会上宣布计划将在2017年结束前游戏将会支持繁体中文，并向香港、台湾、澳门、泰国和新加坡等地开放游戏服务。11月28日，游戏語言新增繁体中文。

## 反響
本作在金搖桿獎2017中获得年度最佳掌上／行動遊戲提名，并在第21屆D.I.C.E.遊戲大獎獲得年度行動遊戲奖项。
根据调查公司Sensor Tower的数据，截至2017年7月21日《火焰之纹章 英雄》的全球下载量已达到1170万次，玩家付费总额127亿日元以上。付费用户中的七成以上为日本用户。发行第一年世界用户付费总额为2.95亿美元，其中日本玩家付费额占总额的59％，美国玩家付费额占总额的29％。